# Холмогорский кремль
Холмогорский кремль — укреплённая часть исторических Холмогор на берегу Северной Двины.

## История
Первая деревянная крепость была построена в Холмогорах новгородцами в XIV веке. В 1613 году выстроен четырёхугольный деревянный Холмогорский кремль с пятью башнями. 8 декабря того же года он успешно выдержал осаду пришедшего сюда польско-литовского отряда.
В последующие годы он был размыт половодьем, поэтому в 1621—1623 годах при воеводе Дмитрии Петровиче Лопате Пожарском на противоположном высоком берегу, где находился Курцев посад, был построен новый многоугольный в плане деревянный кремль с 11 башнями. Создание и вооружение довольно мощного укрепления на Холмогорах явилось заботой правительства о необходимости иметь в низовьях Двины вторую линию обороны на случай высадки у Архангельского города неприятельского десанта и перенесения военных действий на сушу. Пять из одиннадцати башен стояли вдоль Северной Двины. Четыре башни являлись четвероугольными, семь шестиугольными. Острог имел двое ворот — под Спасской шестиугольной башней и водяные, ведущие в крепость. Остальные девять башен были глухими. Территория укрепления была довольно значительной — стена с башнями имела протяжённость 962 сажени с полусаженью, это в два с лишним раза больше Архангельского деревянного «города» (417 сажен). Все угловые («наугольные») башни имели два этажа «мостов» и соответственно три яруса «боя»: подошвенный, средний и верхний. Кроме того, четвероугольные башни с напольной стороны имели также три яруса «боёв». В стене были бойницы нижнего боя и с висячих галерей — с «мостов» через бойницы верхнего боя защитники могли простреливать близлежащую местность.

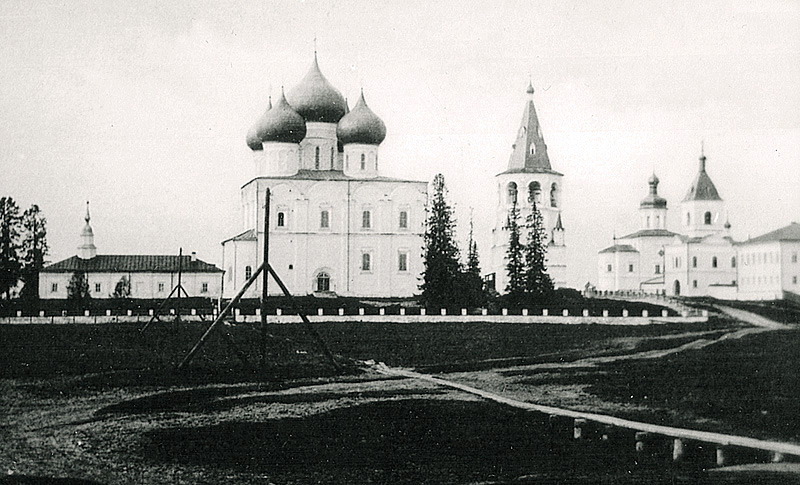
Храмы на территории Холмогорского кремля в начале XX века

Расцвет Холмогор приходится на конец XVII века. После создания в 1682 году Холмогорской епархии в город прибыл её первый глава, архиепископ Афанасий (Любимов), который развернул бурную строительную деятельность. В кремле были возведены каменные кафедральный Спасо-Преображенский собор с колокольней и ансамбль архиерейского дома.
В 1692 году кремль был перестроен, в работах наряду с «мирскими людьми» участвовали и двинские монастыри. По всему периметру «города», за исключением стороны, обращенной к Двине, перед городовыми стенами проходил ров. Вероятно, имелись и другие укрепления — частик, надолбы. Остатки рва и вала «города» конца XVII века сохранились до наших дней.
В 1693 году Холмогорскую крепость посетил Пётр I. Впоследствии, в связи с завершением строительства Новодвинской крепости и успехами русского оружия над шведами в Северной войне, «город на Холмогорах» потерял своё военное значение и стал приходить в упадок. Деревянный кремль был уничтожен пожаром в 1723 году, после чего более не восстанавливался.